# Detroit Auto Vehicle Company
Detroit Auto Vehicle Company war ein US-amerikanischer Hersteller von Automobilen.

## Unternehmensgeschichte
Das Unternehmen wurde 1904 in Detroit in Michigan gegründet. F. H. Blackman war Präsident, Joseph Lowthian Hudson Vizepräsident, H. H. Lind Sekretär und B. Wuryburger Schatzmeister. Sie begannen 1905 mit der Produktion von Automobilen. Der Markenname lautete Crown. Die Fahrzeuge bewährten sich nicht. 1906 wurde Edward T. Ross von Cadillac als Konstrukteur angeworben. Die von ihm entworfenen Wagen wurden dem Modelljahr 1907 zugeordnet und inoffiziell Detroit genannt. John North Willys nahm die gesamte Jahresproduktion 1907 ab. Im Oktober 1907 folgte der Bankrott.
Es gab keine Verbindungen zur Crown Motor Vehicle Company und zur Crown Motor Car Company, die den gleichen Markennamen verwendeten.

## Fahrzeuge
Von 1905 bis 1906 standen drei Modelle im Sortiment. Zwei davon hatten Zweizylindermotoren. Sie leisteten im 12 HP 12 PS und im 16 HP 16 PS. Der erstgenannte war ein Runabout und der andere ein leichter Lieferwagen. Der Radstand betrug einheitlich 198 cm. Der 24 HP hatte einen Vierzylindermotor mit 24 PS Leistung, ein Fahrgestell mit 251 cm Radstand und einen Aufbau als offener Tourenwagen.
Für 1907 ersetzte der neue 22/24 HP die bisherigen Modelle. Er hatte einen Zweizylindermotor, der mit 22/24 PS angegeben war. Der Radstand betrug 244 cm. Er war als Runabout und Tourenwagen erhältlich.

## Modellübersicht
| Jahr      | Modell   | Zylinder | Leistung (PS) | Radstand (cm) | Aufbau                |
| --------- | -------- | -------- | ------------- | ------------- | --------------------- |
| 1905–1906 | 12 HP    | 2        | 12            | 198           | Runabout              |
| 1905–1906 | 16 HP    | 2        | 16            | 198           | Leichter Lieferwagen  |
| 1905–1906 | 24 HP    | 4        | 24            | 251           | Tourenwagen           |
| 1907      | 22/24 HP | 2        | 22/24         | 244           | Runabout, Tourenwagen |